# Liste der denkmalgeschützten Objekte in Mühldorf (Niederösterreich)
Die Liste der denkmalgeschützten Objekte in Mühldorf enthält die 15 denkmalgeschützten, unbeweglichen Objekte der niederösterreichischen Marktgemeinde Mühldorf.

## Denkmäler
| Foto |                 | Denkmal                                                                                              | Standort                                        | Beschreibung | Metadaten |
| ---- | --------------- | --- | ----------------------------------------------- | --- | --- |
| ja   | Datei hochladen | Bauernhofanlage HERIS-ID: 34639 Objekt-ID: 32976                                                     | Ledertal 1 Standort KG: Mühldorf                | Der zweigeschoßige, wuchtige Bau wurde gegen Ende des 18. Jahrhunderts errichtet. An den Schmalseiten sind monumentale Volutengiebel mit Vasenaufsätzen zu sehen. Die schlichte Fassade ist mit Lisenen gegliedert. Das Gartenportal wird von einem Dreiecksgiebel bekrönt, der mit 1879 bezeichnet ist. Zum Haus gehört eine Statue des hl. Florian aus dem 18. Jahrhundert. Die Räume im Erdgeschoß sind kreuzgrat- und stichkappengewölbt. | BDA-Hist.: Q37959264 Status: Bescheid Stand der BDA-Liste: 2025-06-30 Name: Bauernhofanlage GstNr.: .10, 105/1, 105/2                                                                      |
| ja   | Datei hochladen | Gutshof, sog. Trenninghof HERIS-ID: 76948 Objekt-ID: 90549seit 2014                                  | Trenninghof 1 Standort KG: Mühldorf             | Der an einem Abhang gelegene Gutshof Trenninghof, im Kern aus dem dritten Viertel des 16. Jahrhunderts, besteht aus drei Trakten, die um einen unregelmäßigen Hof angelegt sind. In der Mitte des Nordwesttraktes erhebt sich ein Turm. | BDA-Hist.: Q15060501 Status: Bescheid Stand der BDA-Liste: 2025-06-30 Name: Gutshof, sog. Tenninghof GstNr.: .52 Trenninghof                                                               |
| ja   | Datei hochladen | Kath. Pfarrkirche hl. Margaretha HERIS-ID: 50315 Objekt-ID: 55157                                    | Niederranna Standort KG: Niederranna            | Die über dem Ort gelegene Pfarrkirche hl. Margaretha ist von einem Friedhof und einer teilweise mittelalterlichen Umfassungsmauer umgeben. Sie hat ein im Kern spätmittelalterliches Langhaus, das 1757 bis 1762 erhöht wurde. Dieses verfügt über Rundbogenfenster, ein spätgotisches, umlaufendes Sockelgesims und Strebepfeiler. Der vorgestellte, gotische (?), viergeschoßige Westturm wird von einem Glockenhelm bekrönt. Der eingezogene, spätgotische, eingezogene Chor aus der Zeit um 1500 hat einen Dreiachtelschluss, zweifach abgetreppte Strebepfeiler, zweibahnige Spitzbogenfenster mit Maßwerk in Dreipass-, Vierpass- und Fischblasenformen sowie südlich ein erneuertes dreibahniges Maßwerkfenster. Beidseitig der Kirche erheben sich spätgotische Anbauten. | BDA-Hist.: Q38039347 Status: § 2a Stand der BDA-Liste: 2025-06-30 Name: Kath. Pfarrkirche hl. Margaretha GstNr.: .10, .11, 46 Pfarrkirche Niederranna                                      |
| ja   | Datei hochladen | Pfarrhof mit Wirtschaftsgebäude HERIS-ID: 76963 Objekt-ID: 90564                                     | Niederranna 10 Standort KG: Niederranna         | Der zweigeschoßige Pfarrhof hat ein Satteldach, Fensterkörbe und eine erneuerte Fassade. | BDA-Hist.: Q38147357 Status: Bescheid Stand der BDA-Liste: 2025-06-30 Name: Pfarrhof mit Wirtschaftsgebäude GstNr.: .7                                                                     |
| ja   | Datei hochladen | Schloss Prandhof HERIS-ID: 34679 Objekt-ID: 33031                                                    | Niederranna 5 Standort KG: Niederranna          | Das ehemalige Schloss Prandhof, unterhalb der Pfarrkirche gelegen, wurde 1723 von Stift Göttweig erworben. Unter Abt Gottfried Bessel erfolgte 1728 der Umbau. Die Planung wird Johann Lukas von Hildebrandt zugeschrieben. Die Steinmetzarbeiten sind ein Werk von Johann Stephan Pacassi. Ab Mitte des 19. Jahrhunderts war das Schloss teilweise unbewohnt und begann zu verfallen. Später erlitt es schwere Kriegsschäden. Der heutige Bestand ist der Torso einer Vierflügelanlage. Der Südtrakt und der im Kern ältere Osttrakt sind dreigeschoßig und verfügen über ein genutetes Erdgeschoß, eine erneuerte Riesenpilastergliederung und stuckierte Fensterrahmungen. Ostseitig sind bandlwerkverzierte Parapetfelder zu sehen.                                           | BDA-Hist.: Q37959525 Status: § 57-Mandatsbescheid Stand der BDA-Liste: 2025-06-30 Name: Schloss Prandhof GstNr.: .1/1 Prandhof Niederranna                                                 |
| ja   | Datei hochladen | Bauernhofanlage HERIS-ID: 41013 Objekt-ID: 41332                                                     | Niederranna 6, 8 Standort KG: Niederranna       | Die Bauernhofanlage ist an der Fassade mit der Jahreszahl 1598 bezeichnet. | BDA-Hist.: Q37997630 Status: Bescheid Stand der BDA-Liste: 2025-06-30 Name: Bauernhofanlage GstNr.: .8/1                                                                                   |
| ja   | Datei hochladen | Wegkapelle hl. Johannes Nepomuk HERIS-ID: 76961 Objekt-ID: 90562                                     | Standort KG: Niederranna                        | In Richtung Mühlbach steht im Südwesten von Niederranna eine pilastergegliederte Wegkapelle. Sie hat in ihrem Inneren auf einem Postament eine Statue des hl. Johannes Nepomuk. | BDA-Hist.: Q38147334 Status: § 2a Stand der BDA-Liste: 2025-06-30 Name: Wegkapelle hl. Johannes Nepomuk GstNr.: 79/19                                                                      |
| ja   | Datei hochladen | Kirchhofmauer HERIS-ID: 111333 Objekt-ID: 129147                                                     | nördlich Niederranna 5 Standort KG: Niederranna | Nahe der Pfarrkirche befindet sich eine zum Teil mittelalterliche Friedhofsmauer. | BDA-Hist.: Q37823287 Status: Bescheid Stand der BDA-Liste: 2025-06-30 Name: Kirchhofmauer GstNr.: .46, .11 Kirchhof Niederranna                                                            |
| ja   | Datei hochladen | Burg und Burgkirche HERIS-ID: 34703 Objekt-ID: 33062                                                 | Oberranna 1 Standort KG: Oberranna              | Die westlich von Spitz an den nördlichen Ausläufern des Jauerlings gelegene Burg Oberranna ist eine mächtige Anlage mit einer bemerkenswerten romanischen Burgkirche. | BDA-Hist.: Q1013378 Status: Bescheid Stand der BDA-Liste: 2025-06-30 Name: Burg und Burgkirche GstNr.: .1 Burg Oberranna                                                                   |
| ja   | Datei hochladen | Kirchenruine Maria Himmelfahrt und Ruine des ehem. Paulinerklosters HERIS-ID: 41668 Objekt-ID: 42218 | Unterranna 70 Standort KG: Oberranna            | Kirche und Kloster wurden 1516 geweiht. Von der nordseitig an eine Felswand angebauten, ehemaligen Kloster- und Pfarrkirche sind die Außenmauer des Langhauses, der eingezogenen Chor mit Fünfachtelschluss und Strebepfeiler bis zum Gewölbeansatz erhalten. Die Ruine hat vermauerte Spitzbogenfenster, im Chor Gewölbeanläufe über Kelchkonsolen sowie Reste von Maßwerkfenstern und von Schablonenmalerei. Im Langhaus sind Reste der ehemaligen barocken Wandgliederung mit Pilastern zu sehen. | BDA-Hist.: Q38002149 Status: Bescheid Stand der BDA-Liste: 2025-06-30 Name: Kirchenruine Maria Himmelfahrt und Ruine des ehem. Paulinerklosters GstNr.: .3/2, 24/2 Kirchenruine Unterranna |
| ja   | Datei hochladen | Kalvarienbergkapelle und Kreuzweg HERIS-ID: 76965 Objekt-ID: 90566                                   | nördlich Unterranna 37 Standort KG: Oberranna   | Der Kalvarienberg liegt nordöstlich über dem Ort an einem steilen Abhang. Von seinen kleinen Stationsbauten mit Nischen sind einige mit Resten scheinarchitektonischer Malerei dekoriert. Die letzte Station ist eine Kapelle mit Satteldach, Korbbogenöffnung und einem wuchtigen, geschweiften Blendgiebel. Sie ist mit reichem Bandlwerk- und Muscheldekor aus dem zweiten Viertel des 18. Jahrhunderts ausgestattet. Im Inneren ist eine Nischengliederung und ein Kuppelgewölbe zu sehen. | BDA-Hist.: Q38147381 Status: § 2a Stand der BDA-Liste: 2025-06-30 Name: Kalvarienbergkapelle und Kreuzweg GstNr.: 110/2, 129 Kreuzweg Unterranna                                           |
| ja   | Datei hochladen | Wohnhaus HERIS-ID: 44203 Objekt-ID: 44920                                                            | Unterranna 23 Standort KG: Oetz                 | | BDA-Hist.: Q38007541 Status: Bescheid Stand der BDA-Liste: 2025-06-30 Name: Wohnhaus GstNr.: 214/1                                                                                         |
| ja   | Datei hochladen | Kath. Filialkirche hl. Ulrich und Friedhof HERIS-ID: 50730 Objekt-ID: 55984                          | gegenüber Brandstatt 11 Standort KG: Trandorf   | Die erhöht westlich von Brandstatt gelegene Filialkirche hl. Ulrich ist eine spätgotische Saalkirche mit Chor und Westturm. Im schlichten Langhaus ist ein schmales Lanzettfenster mit Dreipassmaßwerk aus dem 14. Jahrhundert zu sehen. Der nicht eingezogene Chor wird von Strebepfeilern gestützt und ist durch zweibahnige Spitzbogenfenster mit reduziertem Maßwerk aus Halbkreisformen geöffnet, die aus dem ersten Viertel des 16. Jahrhunderts stammen. Das Fenster an der Südseite ist mit 1526 bezeichnet. Nördlich erheben sich spätgotische Anbauten, südlich ein Spitzbogenportal mit einer fragmentierten Eisenplattentür. Der wuchtige, vorgestellte Westturm ist aus Steinquadern gemauert, hat Schlitzfenster und wird von einem Walmdach bekrönt.               | BDA-Hist.: Q38041875 Status: § 2a Stand der BDA-Liste: 2025-06-30 Name: Kath. Filialkirche hl. Ulrich und Friedhof GstNr.: .30, 95 Filialkirche Trandorf                                   |
| ja   | Datei hochladen | Pfarrhof HERIS-ID: 44179 Objekt-ID: 44882                                                            | Brandstatt 13 Standort KG: Trandorf             | Der Pfarrhof in Trandorft wurde nach 1785 errichtet. | BDA-Hist.: Q38007340 Status: Bescheid Stand der BDA-Liste: 2025-06-30 Name: Pfarrhof GstNr.: .33                                                                                           |
| ja   | Datei hochladen | Kirchhofmauer HERIS-ID: 107689 Objekt-ID: 125045                                                     | Brandstatt Standort KG: Trandorf                | Die Kirche in Trandorf ist von einer teilweise erhaltenen Umfassungsmauer umgeben. | BDA-Hist.: Q37810920 Status: Bescheid Stand der BDA-Liste: 2025-06-30 Name: Kirchhofmauer GstNr.: 95                                                                                       |